# 드래곤볼 카이
드래곤볼 카이(일본어: ドラゴンボール改)는 토리야마 아키라의 만화인 드래곤볼 Z을 원작으로 한 TV판 애니메이션이다. 초기 시리즈인 드래곤볼 이후의 스토리를 그리며, 2010년에는 대한민국에서 애니원, 챔프TV, 애니박스에서 방영했다.
변화점으로는 Z 방영 당시의 늘어지는 전개와 불필요한 각본 등을 잘라내고, 보다 원작의 빠른 전개에 가까운 구성으로 바꾸었으며, 화면 상의 비율을 위아래를 잘라내어 16:9로 맞추었으며, 성우들의 재녹음도 이루어졌다. 극소수의 장면에서는 디지털 기술을 사용해서 새로 그렸으나 일부분 뿐으로 대부분의 장면은 필름 영상을 재사용한 것에 지나지 않는다.

## 성우진

### 일본어판 성우진
| 작중 등장인물           | 일본어판 성우진              |
| ----------------------- | ---------------------------- |
| 손오공                  | 노자와 마사코                |
| 손오반                  | 노자와 마사코                |
| 손오천                  | 노자와 마사코                |
| 크리링                  | 타나카 마유미                |
| 야지로베                | 타나카 마유미                |
| 점쟁이 바바             | 타나카 마유미                |
| 야무챠                  | 후루야 토오루                |
| 천진반                  | 미도리카와 히카루            |
| 챠오즈                  | 에모리 히로코                |
| 피콜로                  | 후루카와 토시오              |
| 거북 선인               | 사토 마사하루                |
| 부르마                  | 츠루 히로미                  |
| 카린                    | 나가이 이치로                |
| 오룡                    | 타츠타 나오키                |
| 치치                    | 와타나베 나오코              |
| 푸알                    | 와타나베 나오코              |
| 인조인간 8호            | 이이즈카 쇼조                |
| 손오반(손오반의 의조부) | 치바 시게루                  |
| 베지터                  | 호리카와 료                  |
| 트랭크스                | 쿠사오 타케시                |
| 인조인간 18호           | 이토 미키                    |
| 미스터 사탄             | 이시즈카 운쇼                |
| 비델                    | 카키누마 시노                |
| 팡                      | 카키누마 시노                |
| 프리저                  | 나카오 류세이                |
| 버독                    | 노자와 마사코                |
| 라데츠                  | 치바 시게루                  |
| 내퍼                    | 이나다 테츠                  |
| 기뉴                    | 코니시 카츠유키              |
| 지스                    | 키시오 다이스케              |
| 바터                    | 오노사카 마사야              |
| 리쿰                    | 사사키 세이지                |
| 굴드                    | 시오야 코조                  |
| 최장로                  | 타니구치 준페이              |
| 무리 장로               | 다나카 료이치                |
| 카르고                  | 사토 사토미                  |
| 네일                    | 쿠스노키 타이텐              |
| 신 장로                 | 히라노 마사토                |
| 콜드 대왕               | 오오토모 류자부로            |
| 인조인간 셀             | 와카모토 노리오              |
| 인조인간 16호           | 미도리카와 히카루            |
| 인조인간 17호           | 나카하라 시게루              |
| 인조인간 19호           | 호리 유키토시                |
| 닥터 게로               | 야다 코지                    |
| 카로니                  | 다나카 카즈나리              |
| 피로키                  | 에가와 히사오                |
| 마인 부우               | 시오야 코조                  |
| 바비디                  | 시마다 사토시                |
| 바비디                  | 다츠타 나오키                |
| 스포포비치              | 에가와 히사오                |
| 포이포이                | 아소 토모히사                |
| 서쪽 계왕               | 시마다 사토시                |
| 데브라                  | 오오토모 류자부로            |
| 그레고리                | 미츠야 유지                  |
| 동쪽 계왕신             | 미츠야 유지                  |
| 키비토신                | 미츠야 유지                  |
| 키비토                  | 아오모리 신                  |
| 노계왕신                | 다나카 료이치                |
| 남쪽 계왕신             | 이나다 테츠                  |
| 북쪽 계왕신             | 호리 유키토시                |
| 동쪽 계왕               | 나카 히로시                  |
| 기타 주요 단역          | 우라와 메구미마도노 미츠아키 |

### 한국어판 성우진
- 손오공 / 버독 - 김영선
- 손오반 - 이재현, 이동훈(청년)
- 피콜로 - 서원석
- 크리링 - 김성연
- 라데츠 - 이광수
- 베지터 - 김승준
- 나파 / 우마왕 - 심정민
- 야무치 / 신 - 박서진
- 부르마 - 서유리
- 치치 / 차오즈 - 이지현
- 거북도사 - 설영범
- 천진반 / 손오반 할아버지 - 임경명
- 야지로베 - 이명희
- 북쪽의 계왕 - 최낙윤
- 미스터 포포 - 이재범
- 푸알 - 이보희
- 우롱 - 김혜진
- 프리저 - 이미나
- 큐이 - 이재범
- 도도리아 - 심규혁
- 자봉 - 이동훈
- 기뉴 - 홍진욱
- 트랭크스 - 조경이, 이경태(청년)
- 부르마 엄마 / 인조인간 18호 - 김하영

## 주제가

### 일본판 주제가

#### 여는 곡
1. 〈Dragon Soul〉
작사: 요시모토 유미 작곡: 이와사키 타카후미 편곡: 쿄다 세이치 노래: 타니모토 타카요시 (Dragon Soul)
2. 〈空前絶後〉
 노래: 타니모토 타카요시 (Dragon Soul)

#### 닫는 곡
1. 〈Yeah! Break! Care! Break!〉(1화~54화)
작사: 모리 유리코 작곡: 이와사키 타카후미 편곡: 쿄다 세이치 노래: 타니모토 타카요시 (Dragon Soul)
2. 〈心の羽根〉(마음의 우근) (55화~98화(미방영 1화))
 작사: 아키모토 야스시 작곡: 요코 켄스케 편곡: 이쿠타 마신 노래: 팀 드래곤 from AKB48

### 한국판 주제가
- 여는 곡 : 《Dragon Soul》
노래: 이형석
- 닫는 곡 : 《Yeah! Break! Care! Break!》
노래: 이형석

## 참고 사항
1. ↑  손오공의 맏아들로 손오공을 키워준 의붓할아버지의 이름을 이어받았다.
2. ↑  담당 성우였던 미나구치 유코의 뉴욕 유학 일정이 겹쳐져 불가피하게 성우 변경이 이뤄지게 되었다.
3. ↑  여담으로 달의 요정 세일러문 시리즈에서 카키누마 시노는 오사카 나루 담당이었고 미나구치 유코는 미스트리스 9 담당이었다.